# IBM Deutschland Research & Development

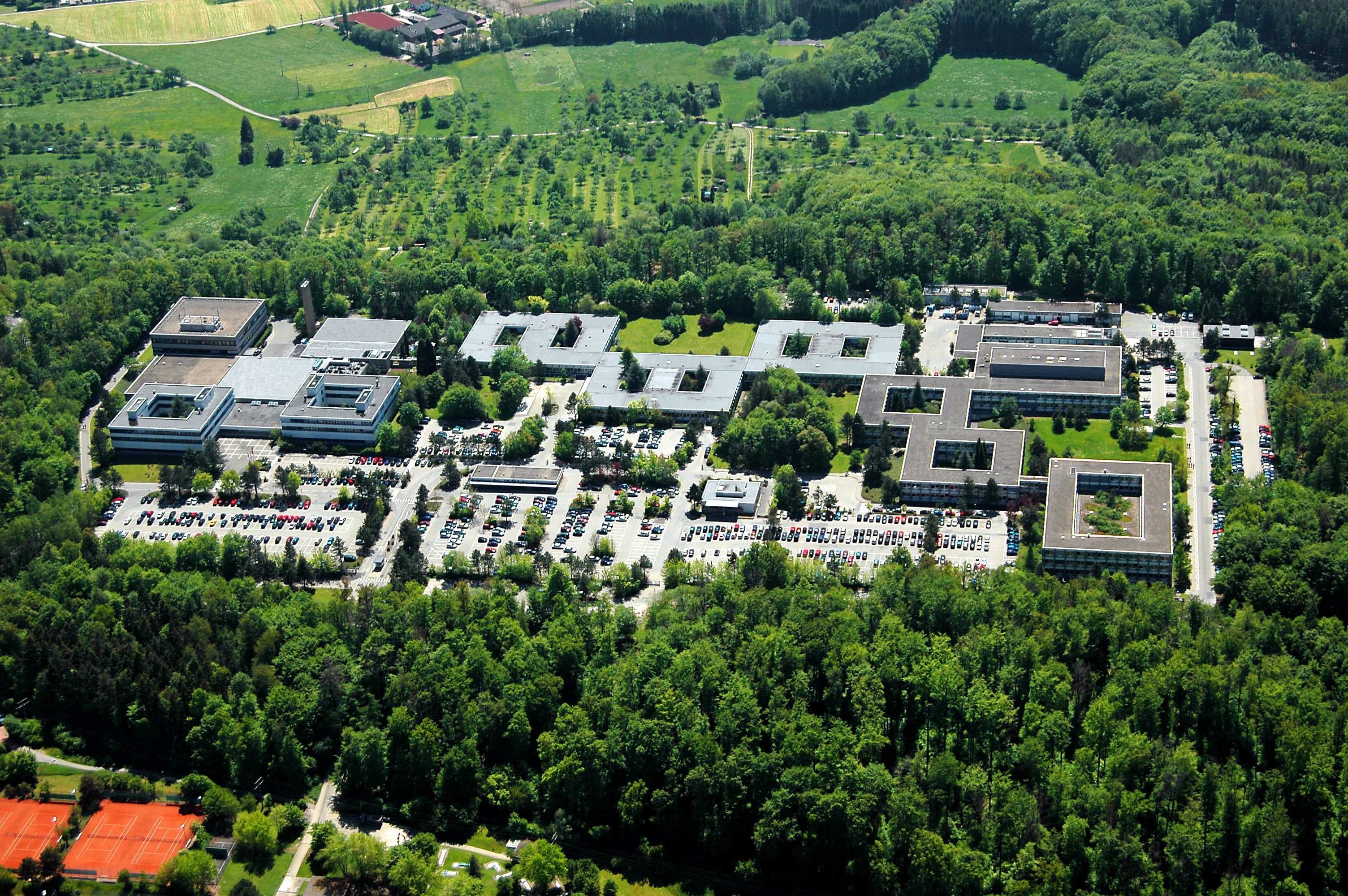
IBM Deutschland Research & Development, Hauptsitz Böblingen

Die IBM Deutschland Research & Development GmbH ist das deutsche Forschungs- und Entwicklungszentrum der IBM und der IBM Deutschland GmbH zugeordnet. Der Hauptsitz ist Böblingen bei Stuttgart. Weitere Teams arbeiten in St. Leon Rot, Frankfurt und München. 

## Geschichte
Die Forschungs- und Entwicklungsstätte wurde 1953 von Karl E. Ganzhorn und sieben Mitarbeitern als deutsches Forschungs- und Entwicklungszentrum der IBM in Böblingen gegründet. Bei einem Besuch des Gründers der IBM, Thomas J. Watson senior, im Mai 1953 präsentierte er Ansätze und Vorstellungen für die elektronische Entwicklung in der Datenverarbeitung. Im Anschluss daran gab Watson der deutschen Geschäftsleitung die schlichte Weisung: „Geben Sie dem jungen Mann, was er wünscht.“ Dies war ein nachhaltig wirkender Freibrief für den Aufbau der Entwicklung in den kommenden Jahren.
1962 begann man mit der Softwareentwicklung. Physiker und Elektroniker des Entwicklungszentrums schrieben damals Software für das in Böblingen entwickelte System/360 Modell 20. 1980 wurde der vollautomatische Geldausgabeautomat 4731 entwickelt. Ab 1993 wurde infolgedessen die gesamte IBM-weite /390-Entwicklung von bipolar auf CMOS umgestellt. Insgesamt wurden in den 1990er Jahren sieben Generationen von /390-CMOS-Prozessoren entwickelt, die auf Uni-Prozessor Ebene einen etwa 200-fachen Performancezuwachs realisierten. Ende der 1990er gründete man ein ASIC Design Center. Für europäische Großkunden, primär aus der Telekommunikationsindustrie, wurden ASICs nach Kundenspezifikationen entwickelt. IBM eröffnete 2000 in Europa insgesamt sieben ISV-Support-Zentren. Zum Linux Center of Competence wurde das Böblinger IBM Forschungs- und Entwicklungszentrum bestimmt. Neu hinzugekommen war die Verantwortung der Böblinger Softwareentwickler für Kundendienstleistungen (im Bereich DB2 und Werkzeuge, SAP R/3, WebSphere, MQSeries-Familie inklusive Workflow, ASF, DocumentConnect) und die Unterstützung von Drittanbietern (ISVs), die IBM Technologie in ihren Produkten einzusetzen. 2013 wurde das damals weltweit vierte IBM (Design) Studio der Corporation eröffnet. Dort arbeiten Designer verschiedener Fachrichtungen mit Entwicklungsbereichen gemeinsam an den nächsten Generationen von IBM-Produkten.